# گوردیان دوم
گوردیان دوم با نام کامل مارکوس آنتونیوس گوردیانوس سمپرونیانوس رومانوس آفریکانوس (به لاتین: Marcus Antonius Gordianus Sempronianus Romanus Africanus) (زادهٔ در حدود ۱۹۲ – ۱۲ آوریل ۲۳۸) به‌طور مشترک همراه با پدرش گوردیان یکم به مدت یک ماه در سالی که به سال شش امپراتور معروف شد، امپراتور روم بود.

## رسیدن به قدرت
در سال ۲۳۸ میلادی گروهی از ملاکان ثروتمند رومی در آفریقا که از سیستم دریافت مالیات امپراتوری ناراضی بودند دست به شورش زده و مالیات‌گیرانی را که از سوی امپراتور ماکسیمینوس تراکس به آنجا فرستاده شده بودند را کشتند. گوردیان پدر (گوردیان یکم) در این زمان فرماندار استان‌های آفریقایی روم بود و به دنبال این رویداد از سوی شورشیان و با موافقت سنای روم به عنوان امپراتور جدید در مارس ۲۳۸ بر تخت نشست و دوران فرمانروایی خود را به‌طور مشترک با پسرش گوردیان دوم که در این زمان عنوان سزار مارکوس آنتونیوس گوردیانوس سمپرونیانوس رومانوس آفریکانوس آگوستوس را داشت آغاز نمود.

## شکست در جنگ و درگذشت
| ماکسیمینوس ترکس                                     |
| گوردیان یکم و گوردیان دوم                           |
| پوپینوس و بالبینوس، به‌طور صوری همراه با گوردیان سوم |
| گوردیان سوم                                         |
| --------------------------------------------------- |

دوران فرمانروایی گوردیان دوم و پدرش بسیار کوتاه بود. به دنبال شنیدن خبر انتخاب امپراتورانی جدید به‌جای ماکسیمینوس، کاپلیانوس، فرماندار نومیدیا که از حامیان وفادار به ماکسیمینوس تراکس بود برای سرکوب شورشیان که در همسایگی نومیدیا قرار داشتند حرکت کرد. گوردیان دوم فرماندهی سپاه را بر عهده گرفت و به مقابله با نیروهای کاپلیانوس پرداخت. اما سربازان تحت فرماندهی گوردیان دوم از آمادگی لازم برای جنگ برخوردار نبودند. او در ۱۲ آوریل ۲۳۸ در کارتاژ از کاپلیانوس شکست خورد و کشته شد.